# Temperley
Temperley è una città argentina, situata nella parte sud-orientale del partido di Lomas de Zamora.

## Storia
La città fu fondata nel 1860 da George Temperley, da cui ha preso il nome, nato nel 1823 a Newcastle upon Tyne, in Inghilterra.
Nell'anno 1965 la città prese lo status di provincia legislativa.

## Monumenti e luoghi d'interesse

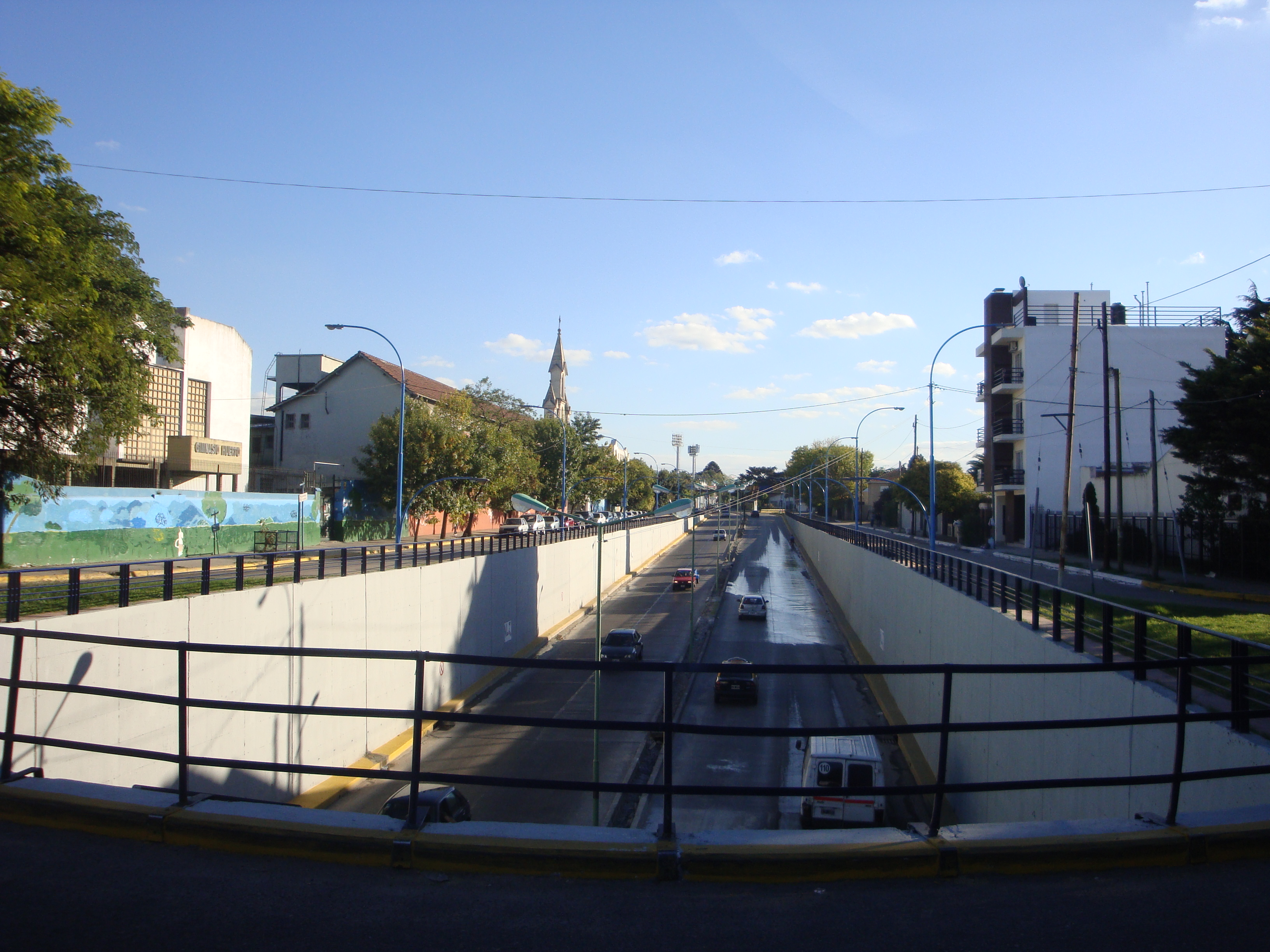
Sottopassagio che collega la parte orientale a quella occidentale della città

- Villa Grampa

## Infrastrutture e trasporti

### Ferrovie
Temperley è servita da una propria stazione ferroviaria posta lunga la linea suburbana Roca che unisce Buenos Aires con l'area sud-orientale della conurbazione bonaerense.

## Sport
La principale società sportiva della località è il Club Atlético Temperley, la cui squadra di calcio vanta diverse presenze nella Primera División.